# O Profeta Armado
O Profeta Armado - Trotsky 1879-1921 é a primeira parte da biografia em três tomos, publicada na Inglaterra entre 1954 e 1963 durante o processo de desestalinização da URSS. Os dois volumes que completam o relato sobre Trotski são  O Profeta Desarmado, que cobre o período de 1921 a 1929 e  O Profeta Banido, que aborda a fase final da vida de Trotski, entre 1929 e 1940.
Trata-se da biografia de Leon Trotski (1879-1940) escrita pelo polonês Isaac Deutscher (1907-1967). A obra teve forte repercussão nos anos 1960 e narra eventos marcantes do século XX. Deutscher relata a trajetória do líder revolucionário russo e conta fatos determinantes de sua vida, como a adesão ao socialismo marxista, o encontro com Lenin em 1902 e as divergências entre ambos, o levante de 1905, a Revolução Russa de 1917 e os primeiros anos de consolidação do poder soviético.

## Contraponto
Embora a obra de Deutscher possua  extensa documentação, alguns especialistas reprovam o seu trabalho alegando "imprecisões factuais" e uma apreciação política de Trotski fundada em posições próprias.  Deutscher alinha Trotski à sua particular visão sobre o trotskismo, ligada à sua crença na "capacidade da burocracia stalinista em reformar a si mesma, como se Stalin e o sistema que engendrou não  fossem os responsáveis pelo banimento e pelo assassinato de Trotski." Nessa linha, Pierre Broué, historiador francês, contrapõe o trabalho de Deutscher. Considerado um dos mais sérios estudiosos do trotskismo, Broué, além de entrevistar contemporâneos do líder revolucionário, teve acesso a fontes não consultadas por Deutscher, como os arquivos de seu filho Leon Sedov, que resultou na publicação de "Trotski" (Paris, Fayard, 1988).

## Ligação externa
- Trotsky e a Revolução por Florestan Fernandes